# Лакуна (мовознавство)
Лакуна (в широкому сенсі) — національно-специфічний елемент культури, який знайшов відповідне відображення у мові та мовленні носіїв цієї культури і який в процесі комунікації або не розуміється взагалі, або розуміється недостатньо носіями іншої лінгвокультури.
Лакуна (у вузькому сенсі, т. зв. «мовна лакуна») — відсутність у лексичній системі мови слова для позначення того чи іншого поняття.

## Класифікація[1]
- Лакуна екзоетнічна (міжмовна)
- Лакуна ендоетнічна (внутрішньомовна)
- Лакуна етнографічна
- Лакуна інтракультурна
- Лакуна комунікативна
- Лакуна контрастивна

## Приклади лакун
| Англійська мова  | Переклад                                              |
| ---------------- | ----------------------------------------------------- |
| Barber           | Пара над водою в морозний день                        |
| Toddler          | Дитина, яка починає ходити                            |
| Multifariousness | Неправильне об'єднання позовних вимог в одному позові |
| Defaulter        | Сторона, що ухиляється від з'явлення до суду          |
| Grandparents     | Бабусі і дідусі                                       |